# San Gioacchino ai Prati di Castello

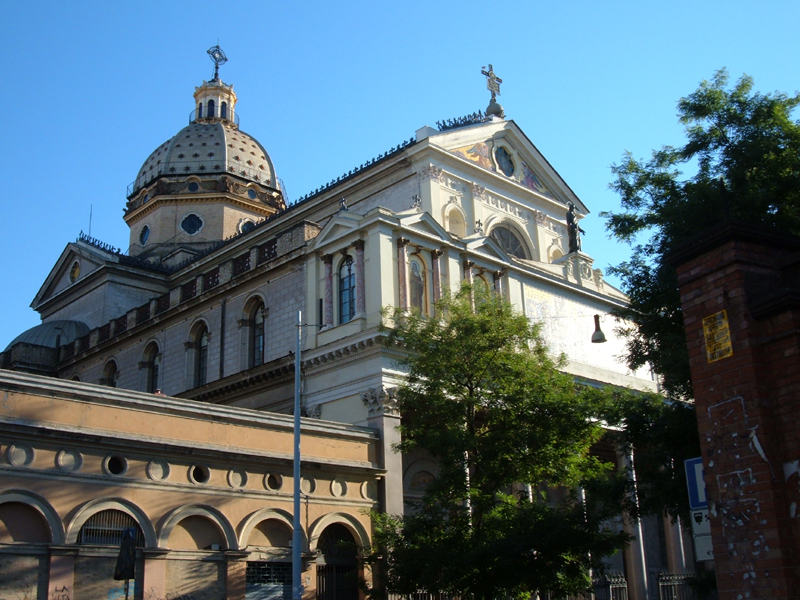
San Gioacchino ai Prati di Castello

San Gioacchino ai Prati di Castello (lat.: Sancti Ioachimi) ist eine Kirche in Rom. Sie ist Pfarrkirche der gleichnamigen Pfarrei im römischen Stadtteil XXII. Prati.
Papst Johannes XXIII. erhob die Kirche am 12. März 1960 mit der Apostolischen Konstitution Ad Romanorum Pontificum zur Titelkirche.

## Geschichte
Die Kirche San Gioacchino ai Prati wurde 1888 zum 50. Priesterjubiläum des Papstes Leo XIII. gestiftet und für das neue Quartier Prati di Castello durch Raffaele Ingame erbaut. Die Grundsteinlegung erfolgte am 1. Oktober 1891, die Einweihung der Krypta und der Unterkirche 1892. In der Oberkirche konnte die Gemeinde ab dem 20. August 1898 Gottesdienste feiern. Die Gemeinde wird seit dem 27. August 1898 von der Ordensgemeinschaft der Redemptoristen seelsorglich betreut. Am 1. Juni 1905 wurde die Kirche zur Pfarrkirche erhoben (chiesa parrocchiale di San Gioacchino ai Prati di Castello). Am 6. Juni 1911 erfolgte die offizielle Weihe durch Kardinal Pietro Respighi.
Mit der Kirche verbunden ist das Kolleg S. Gioacchino ai Prati di Castello, das Novizenhaus der Redemptoristen der römischen Provinz.

## Kardinalpriester
- Bernard Jan Alfrink (1960–1987)
- Michele Giordano (1988–2010)
- Leopoldo José Brenes Solórzano (seit 2014)